# 卡捷里尼奇
49°39′23″N 23°43′3″E / 49.65639°N 23.71750°E
卡捷里尼奇（烏克蘭語：Катериничі），是烏克蘭的村落，位於該國西部利沃夫州，由戈羅多克區負責管轄，面積9.81平方公里，海拔高度262米，01.01.2025年人口198，人口密度每平方公里39.93人。